# 명덕초등학교 (경남)
명덕초등학교는 대한민국 경상남도 창녕군 창녕읍에있는 공립 초등학교이다.

## 학교 연혁
- 1947년 9월 1일 : 개교

## 참고 자료
- 명덕초등학교 - 한국교육학술정보원 학교알리미